# فوفل أحمدي
فوفل أحمدي (الاسم العلمي:Areca ahmadii) هو نوع نباتي يتبع جنس الفوفل من فصيلة الفوفلية.